# Labranzagrande
Labranzagrande – miasto w Kolumbii, w departamencie Boyacá.